# Monte Gordo (Portugalia)
Monte Gordo – miasteczko w Portugalii, dystrykcie Faro, zamieszkane przez 5'567 mieszkańców. Obecnie rozwijający się ośrodek turystyczny.